# 집안일

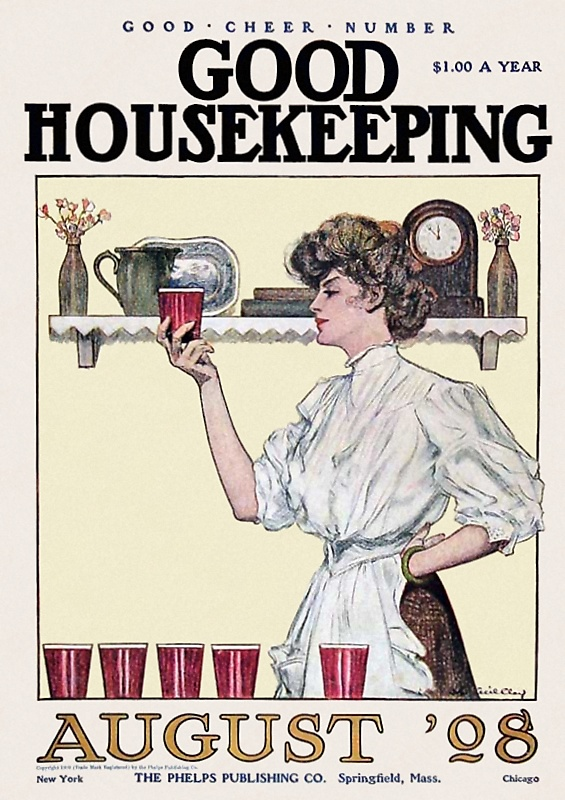
굿 하우스키핑은 가사와 관련된 여러 잡지 중 하나이다.

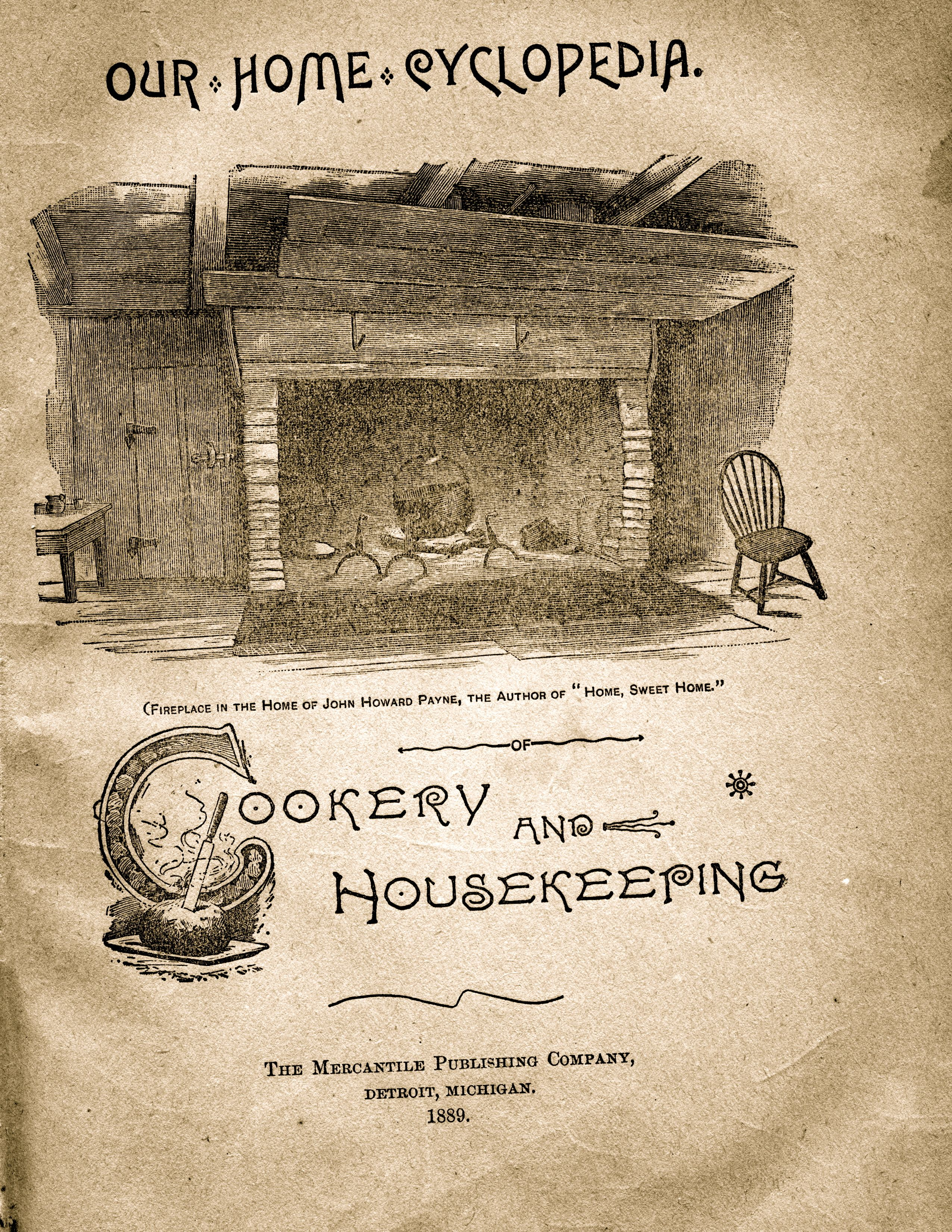
1889년 미시간주 디트로이트에서 출판된 우리집 백과사전: 요리와 가사의 제목 페이지

집안일(문화어: 집안거두메) 또는 가사(家事, 영어: housekeeping)는 가정에서 행해지는 일로서, 의식주와 관련되어 있는 일들을 말한다. 의무로 하거나 수당을 받고 하게 한다.
집안일의 종류로는 청소, 빨래, 바느질, 자동차의 점검 및 장비와 세차, 요리, 설거지, 장보기, 정원 관리, 이부자리 개고 펴기, 신발 정리, 분리수거, 집안 시설의 유지 보수, 자녀 돌보기, 반려동물 돌보기, 가계부 정리가 있다.

## 같이 보기
- 청소
- 빨래
- 바느질
- 세차
- 요리
- 설거지
- 장보기
- 분리수거